# Alaszkai lúd
Az alaszkai lúd (Branta hutchinsii) a lúdalakúak (Anseriformes) rendjébe, ezen belül a récefélék (Anatidae) családjába tartozó madárfaj.
2004-ig a kanadai lúd alfajának tekintették Branta canadensis hutchinsii néven.

## Előfordulása
Kanada az Amerikai Egyesült Államok területén és Mexikóban él.

## Alfajai
- Branta hutchinsii hutchinsii
- Branta hutchinsii asiatica – kihalt 1929-ben
- Branta hutchinsii leucopareia
- Branta hutchinsii taverneri
- Branta hutchinsii minima

|  |

## Megjelenése
Nagyon hasonlít a kanadai lúdhoz, de kisebb a mérete.

## Életmódja
Főleg növényeket eszik.